# Terremoto de Tonghai de 1970
El terremoto de Tonghai de 1970 ocurrió a la 01:00 hora local del 5 de enero de 1970 con una magnitud de momento de 7,1 y una intensidad máxima de Mercalli de X. La ruptura por deslizamiento se originó en la falla del Río Rojo, que no había experimentado un terremoto de magnitud superior a 7,0 desde 1700 y afectó al condado de Tonghai, provincia de Yunnan, China. Murieron 15.621 personas, lo que lo convierte en uno de los más mortíferos de su década. El temblor causó daños por valor de entre 5 y 25 millones de dólares y se sintió en una superficie de 8.781 kilómetros cuadrados. En Hanoi, Vietnam del Norte, a casi 483 kilómetros del epicentro, las víctimas abandonaron sus hogares mientras la ruptura retumbaba en la ciudad.
Ocurrió durante el apogeo de la Revolución Cultural y no fue ampliamente publicitado por el gobierno chino durante más de una década. La cantidad de ayuda y financiación distribuida fue descrita por el Beijing Morning Post como "patéticamente pequeña". Gran parte de la ayuda proporcionada a los supervivientes fue en forma "espiritual", incluidas insignias de Mao Zedong y cartas de condolencia. Sin embargo, el terremoto fue uno de los primeros estudiados a largo plazo por el gobierno chino. Fue citado como una de las razones detrás de la creación del sistema de monitoreo de terremotos más grande de China, 25 años después.

## Entorno tectónico
Yunnan, la región epicentral, es una de las provincias chinas con mayor actividad sísmica. El primer terremoto registrado allí fue en el siglo IX; sin embargo, desde el siglo XV se han observado de moderados a fuertes. Desde el siglo IX, se han producido en la provincia 32 terremotos de magnitud 7,0 o superior. Las fallas superficiales por deslizamiento son una característica de los terremotos de Yunnan.
Los terremotos en el suroeste de Yunnan, como el de Tonghai en 1970, son menos frecuentes que en otras partes de la provincia. La falla del Río Rojo, la falla en la que supuestamente ocurrió este terremoto, ha carecido de actividad sismológica en su conjunto. Los temblores del Río Rojo generalmente se producen en ángulos elevados, como se muestra en un informe del Ministerio de Geología de 1962. Las marcas en las rocas sedimentarias indican que se formaron varios grandes terremotos en la falla durante las épocas del Pleistoceno y Holoceno. Hasta este terremoto, no se había producido ningún terremoto de magnitud superior a 7,0 en la escala de Richter en esta falla desde aproximadamente 1700, y se creía que la falla estaba "muerta". Desde la ruptura de Tonghai en 1970, se cree que la falla del Río Rojo está experimentando una larga brecha sísmica similar a la de la Línea Tectónica Mediana de Japón, en la que no se han formado temblores importantes desde el año 700, pero que produjeron terremotos masivos durante la época del Holoceno.

## Daños y víctimas
El epicentro del terremoto estuvo a unos 121 kilómetros al suroeste de Kunming y a 97 kilómetros al noroeste de Gejiu;esta zona era principalmente una región productora de tabaco. Los efectos de la ruptura se sintieron en una superficie de 8.781 kilómetros cuadrados. En Hanoi, Vietnam del Norte, a casi 483 kilómetros del epicentro, las víctimas abandonaron sus hogares mientras la ruptura retumbaba en la ciudad.
El terremoto midió 7,1 en la escala de magnitud de momento. Es posible que haya matado a 15.621 personas, lo que lo convierte en el quinto más mortífero en China durante el siglo XX, y que haya herido a otras 26.783. El temblor causó daños por valor de entre 5 y 25 millones de dólares.Un informe de noticias de Reuters, el único inmediatamente después, mencionó la grabación de un terremoto "severo" por el Observatorio Real de Hong Kong y citó un informe no confirmado de que podría haber destruido parte de Kunming.Causó 50 kilómetros de fallas superficiales visibles en la falla de Tonghai. Había un desplazamiento horizontal máximo de 2,5 metros y un desplazamiento vertical de aproximadamente 0,5 metros.Como resultado de las técnicas de inversión, los científicos pudieron decidir que varios eventos componían la falla superficial. Esto confirmó además que el terremoto, junto con un terremoto posterior en Yunnan en 1973, correspondía a una falla dentro del área.

## Secuelas

### Estudio científico
El terremoto fue uno de los primeros estudiados a largo plazo por el gobierno chino. Más de 40 sismólogos, ingenieros y geólogos chinos visitaron la zona del desastre para realizar investigaciones sobre la causa y los daños del terremoto; algunos dedicaron hasta un año a recolectar muestras de suelo y registrar otras evidencias de investigación primaria para estudios futuros. Estos datos se recopilaron en una amplia zona de casi 1.400 ciudades dentro del área.

### Reacción
Según el informe de Reuters, los supervivientes se unieron para "luchar contra el desastre". Gran parte de la ayuda proporcionada a los supervivientes fue en forma "espiritual". El gobierno chino envió decenas de miles de libros e insignias con "Citas del presidente Mao Zedong" en su honor a las víctimas como parte del esfuerzo de socorro, y los sobrevivientes también recibieron 14.350 cartas de condolencia. Sin embargo, 30 años después, el Beijing Morning Post describió la cantidad de ayuda y financiación distribuida como "patéticamente pequeña".
Las autoridades chinas no dieron amplia publicidad a los detalles del terremoto hasta unos 18 años después de su ocurrencia. En las primeras décadas de gobierno comunista de China, su política era no revelar desastres o accidentes naturales a menos que hubiera extranjeros heridos.Si bien la prensa oficial china no había publicado un informe completo, Reuters y el Observatorio Real de Hong Kong publicaron información poco después del desastre.En el momento del terremoto, la agencia de noticias Xinhua mencionó brevemente un terremoto de menor magnitud, pero no proporcionó información sobre daños o víctimas.
El 19 de noviembre de 1988, casi 19 años después, Chen Zhangli, de la Oficina Estatal de Sismología, hablando en una conferencia de prensa sobre otro terremoto que había ocurrido recientemente, estimó el número de muertos por el terremoto de 1970 en 10.000. No dio ninguna razón por la cual su gobierno no había revelado previamente este conocimiento.Los funcionarios del gobierno de China publicaron una estimación diferente en 2000, cifrando el número de muertos en 15.621. China publicó la estimación después de que se celebrara un servicio conmemorativo para los supervivientes y sus familiares en Yuxi el 5 de enero. Un funcionario de la Oficina de Sismología de Yuxi señaló que la información había sido clasificada por "razones políticas" y que la estimación del número de muertos ya era conocida entre los burócratas en 1997.
Veinticinco años después del terremoto, se estableció en Yunnan la mayor red de vigilancia de terremotos a nivel nacional. Estableció oficinas de terremotos en todos los condados para prepararse para otra gran ruptura. El terremoto de Tonghai de 1970 fue citado como una de las razones detrás de la creación del sistema de monitoreo.